# Przemysław Rogowski
Przemysław Rogowski (né le 9 février 1980) est un athlète polonais, spécialiste du sprint.
Son club est l'Azs Poznań. Il mesure 1,85 m pour 78 kg.

## Biographie

### Palmarès
| Date | Compétition                   | Lieu      | Résultat | Épreuve   | Performance |
| ---- | ----------------------------- | --------- | -------- | --------- | ----------- |
| 1999 | Championnats d'Europe juniors | Riga      | 2e       | 4 x 100 m | 39 s 67     |
| 2001 | Championnats d'Europe espoirs | Amsterdam | 3e       | 100 m     | 10 s 45     |
| 2001 | Championnats d'Europe espoirs | Amsterdam | 1er      | 4 x 100 m | 39 s 41     |
| 2006 | Championnats d'Europe         | Göteborg  | 2e       | 4 x 100 m | 39 s 05     |

### Records
- 60 m en salle : 6 s 72 2h3 	Chemnitz 27 février 2004
- 100 m : 10 s 40 (0,6) 1h3 	NC Bydgoszcz 21 Jul 2006